# Metachirus nudicaudatus
Opossum à queue de rat, Opossum brun à quatre yeux
Genre
Espèce
Statut de conservation UICN

 LC  : Préoccupation mineure
L'Opossum à queue de rat, ou Opossum brun à quatre yeux (Metachirus nudicaudatus) est une espèce de mammifères marsupiaux de la famille des Didelphidae (les opossums d'Amérique). C'est la seule espèce du genre Metachirus.

## Liste des sous-espèces
Selon Mammal Species of the World (version 3, 2005)  (31 mai 2010) :
- sous-espèce Metachirus nudicaudatus colombianus
- sous-espèce Metachirus nudicaudatus modestus
- sous-espèce Metachirus nudicaudatus myosuros
- sous-espèce Metachirus nudicaudatus nudicaudatus
- sous-espèce Metachirus nudicaudatus tschudii